# Smoczy Staw
Smoczy Staw, Wielki Smoczy Staw, dawniej Siarnicki Staw, rzadziej Siarkański Staw (słow. Dračie pleso, Veľké Dračie pleso, dawniej Šarkanie pleso, Sarkanec, niem. Drachensee, węg. Sárkány-tó) – staw położony w odnodze Doliny Złomisk (Zlomisková dolina) – Dolince Smoczej (Dračia dolinka), w słowackiej części Tatr Wysokich. Znajduje się na wysokości 2019,5 m n.p.m. (według starszych źródeł 1961 lub 1998 m), jego powierzchnia to 1,705 ha, wymiary 210 × 125 m, głębokość 16,0 m (pomiary pracowników TANAP-u z lat 1961–67).
Nazwa Smoczego Stawu, która jest starsza od nazwy Dolinki Smoczej, wiąże się z legowiskiem smoka rzekomo znajdującym się w pobliżu.
Smoczy Staw otoczony jest:
- od północnego zachodu Kopą Popradzką,
- od północnego wschodu Ciężkim Szczytem i Wysoką,
- od wschodu Siarkanem.

W pobliżu znajdują się Mały Smoczy Staw (Malé Dračie pleso) oraz Smocze Oka (Dračie oká). Do Dolinki Smoczej nie prowadzi żaden szlak turystyczny.